# The Violin
The Violin ist ein kanadischer Kurzfilm von George Pastic aus dem Jahr 1974.

## Handlung
Ende August rudert ein alter Mann mit seinen Besitztümern an Bord eines kleinen Bootes vom Festland fort. Er erinnert sich, wie er die beiden Jungen kennengelernt hat:
Es ist Winter: Zwei Jungen vom Land, ein älterer und ein jüngerer, sparen Münzen, weil der ältere sich in einem Antiquitätengeschäft eine Geige kaufen will. Das Instrument, das er sich wünscht, ist für ihn nicht bezahlbar, doch verkauft ihm der Händler eine einfache und preiswerte Geige. Diese klingt schon aufgrund ihres Preises nicht so gut. Zudem kann der Junge nicht Geige spielen und lässt das Instrument im Koffer schließlich in einem Mülleimer zurück. Dort findet sie der alte Mann, der in einer abgelegenen Hütte lebt. Er war einst ein gefeierter Musiker, der zahlreiche Konzerte gab. Nun nimmt er die Geige und beginnt zu spielen. Durch die Musik werden die beiden Jungen angelockt, die schließlich mit dem Mann mitgehen. In seiner Hütte bestaunen sie das kreative Chaos, die Tiere und die zahlreichen Instrumente. Der alte Mann spielt ihnen noch ein Stück auf der Geige.
In der Folgezeit kommen beide Jungen immer wieder zu ihm und der ältere lernt das Geigespiel, aber auch Hintergründe zur Herkunft und Bedeutung der Geige. Es ist Sommer, als der Junge und der Alte gemeinsam im Duett spielen können. Zum Ende des Sommers entschließt sich der alte Mann, weiterzuziehen, auch wenn er die Freundschaft der Jungen vermissen wird. Er schreibt beiden einen Abschiedsbrief. Die Jungen sind unterdessen auf einer Brücke. Der ältere spielt Geige, während der jüngere angelt. Beim Hochziehen eines Fisches fallen beide später auf den Geigenkasten und zerdrücken die Geige. Der jüngere rennt dem alten Mann nach und berichtet ihm von diesem Unglück. Der Alte kehrt um. Obwohl er nicht weiß, ob das erste Interesse am Geigenspiel und an der Musik beim älteren Jungen Bestand haben wird, lässt er seine wertvollere Geige bei ihm zurück. Immer noch unsicher, ob seine Entscheidung richtig war, setzt er sich in sein Boot und rudert davon. Die Jungen stehen am Ufer und sehen ihm nach. Der ältere beginnt, auf der Geige zu spielen, und der alte Mann lächelt.

## Produktion
Der Film besitzt keine Dialoge; der Text des Erzählers wurde von Robert Thomas Allan geschrieben. Erzähler des Films ist Robert Christie. Das Geigenspiel im Film stammt von Maurice Solway, der die Musik auch komponiert und arrangiert hatte. Er übernahm zudem die Hauptrolle des Films. Die begleitende Klaviermusik spielte Eric Robertson ein. 

## Auszeichnungen
The Violin wurde 1975 für einen Oscar in der Kategorie Bester Kurzfilm nominiert.